# Puchar Polski w Koszykówce Mężczyzn 2017/2018
Puchar Polski w Koszykówce Mężczyzn 2018 – 55. edycja Pucharu Polski w koszykówce mężczyzn.
Triumfatorem został Polski Cukier Toruń, pokonując w finale Stelmet Enea BC Zielona Góra 88:80. Najbardziej wartościowym zawodnikiem (MVP) został wybrany Karol Gruszecki.

## System rozgrywek
Rozgrywki odbyły się w formule Final Eight. Udział w turnieju zapewniony miał gospodarz turnieju (2 stycznia 2018 w tej roli wybrano Legię Warszawa). Pozostałe 7 miejsc przypadło drużynom zajmującym najwyższe miejsca w tabeli Polskiej Ligi Koszykówki sezonu 2017/18 na dzień 7 stycznia 2016.

## Drabinka turniejowa
Losowanie drabinki turniejowej odbyło się 11 stycznia 2018 w stołecznym ratuszu. Legia i trzy najlepsze zespoły w tabeli (Anwil, Polski Cukier i MKS) były rozstawione i nie mogły się ze sobą spotkać w ćwierćfinałach..
|  |                              |                              |                              |                              |    |                     |                     |           |  |  |       |       |       |
|  | Ćwierćfinały                 | Ćwierćfinały                 | Ćwierćfinały                 |                              |    | Półfinały           | Półfinały           | Półfinały |  |  | Finał | Finał | Finał |
|  | Ćwierćfinały                 | Ćwierćfinały                 | Ćwierćfinały                 |                              |    | Półfinały           | Półfinały           | Półfinały |  |  | Finał | Finał | Finał |
|  |                              |                              |                              |                              |    |                     |                     |           |  |  |       |       |       |
|  |                              |                              |                              |                              |    |                     |                     |           |  |  |       |       |       |
|  | MKS Dąbrowa Górnicza         | MKS Dąbrowa Górnicza         | 64                           |                              |    |                     |                     |           |  |  |       |       |       |
|  | MKS Dąbrowa Górnicza         | MKS Dąbrowa Górnicza         | 64                           |                              |    |                     |                     |           |  |  |       |       |       |
|  | PGE Turów Zgorzelec          | PGE Turów Zgorzelec          | 67                           |                              |    |                     |                     |           |  |  |       |       |       |
|  | PGE Turów Zgorzelec          | PGE Turów Zgorzelec          | 67                           |                              |    | PGE Turów Zgorzelec | PGE Turów Zgorzelec | 72        |  |  |       |       |       |
|  |                              |                              |                              |                              |    | PGE Turów Zgorzelec | PGE Turów Zgorzelec | 72        |  |  |       |       |       |
|  |                              |                              | Polski Cukier Toruń          | Polski Cukier Toruń          | 79 |                     |                     |           |  |  |       |       |       |
|  | Polski Cukier Toruń          | Polski Cukier Toruń          | Polski Cukier Toruń          | Polski Cukier Toruń          | 79 | 83                  |                     |           |  |  |       |       |       |
|  | Polski Cukier Toruń          | Polski Cukier Toruń          |                              |                              |    |                     |                     |           |  |  |       |       |       |
|  | TBV Start Lublin             | TBV Start Lublin             | 71                           |                              |    |                     |                     |           |  |  |       |       |       |
|  | TBV Start Lublin             | TBV Start Lublin             | 71                           |                              |    | Polski Cukier Toruń | Polski Cukier Toruń | 88        |  |  |       |       |       |
|  |                              |                              |                              |                              |    |                     |                     |           |  |  |       |       |       |
|  |                              |                              | Stelmet Enea BC Zielona Góra | Stelmet Enea BC Zielona Góra | 80 |                     |                     |           |  |  |       |       |       |
|  | Anwil Włocławek              | Anwil Włocławek              | Stelmet Enea BC Zielona Góra | Stelmet Enea BC Zielona Góra | 80 | 87                  |                     |           |  |  |       |       |       |
|  | Anwil Włocławek              | Anwil Włocławek              |                              |                              |    |                     |                     |           |  |  |       |       |       |
|  | Asseco Gdynia                | Asseco Gdynia                | 73                           |                              |    |                     |                     |           |  |  |       |       |       |
|  | Asseco Gdynia                | Asseco Gdynia                | 73                           |                              |    | Anwil Włocławek     | Anwil Włocławek     | 77        |  |  |       |       |       |
|  |                              |                              |                              |                              |    | Anwil Włocławek     | Anwil Włocławek     | 77        |  |  |       |       |       |
|  |                              |                              | Stelmet Enea BC Zielona Góra | Stelmet Enea BC Zielona Góra | 88 |                     |                     |           |  |  |       |       |       |
|  | Stelmet Enea BC Zielona Góra | Stelmet Enea BC Zielona Góra | Stelmet Enea BC Zielona Góra | Stelmet Enea BC Zielona Góra | 88 | 109                 |                     |           |  |  |       |       |       |
|  | Stelmet Enea BC Zielona Góra | Stelmet Enea BC Zielona Góra |                              |                              |    |                     |                     |           |  |  |       |       |       |
|  | Legia Warszawa               | Legia Warszawa               | 63                           |                              |    |                     |                     |           |  |  |       |       |       |
|  | Legia Warszawa               | Legia Warszawa               | 63                           |                              |    |                     |                     |           |  |  |       |       |       |

### Ćwierćfinały
| 15 lutego 201818:00 | MKS Dąbrowa Górnicza                                              | 64:67(18:12, 15:18, 13:21, 18:16) | PGE Turów Zgorzelec                         | Arena Ursynów, Warszawa Sędzia: Janusz Calik, Adam Wierzman, Michał Sosin |
| 15 lutego 201818:00 | Pkt:Broussard 16 Zb:Broussard, Gabiński po 8 każdy As:Broussard 3 | 64:67(18:12, 15:18, 13:21, 18:16) | Pkt:Balmazović 11 Zb:Borowski 10 As:Ayers 3 | Arena Ursynów, Warszawa Sędzia: Janusz Calik, Adam Wierzman, Michał Sosin |

| 15 lutego 201820:30 | Anwil Włocławek                              | 87:73(23:17, 21:16, 21:19, 22:21) | Asseco Gdynia                                       | Arena Ursynów, Warszawa Sędzia: Marcin Kowalski, Marek Maliszewski, Mariusz Nawrocki |
| 15 lutego 201820:30 | Pkt:Almeida 18 Zb:Leończyk 11 As:Łączyński 6 | 87:73(23:17, 21:16, 21:19, 22:21) | Pkt:Żołnierewicz 21 Zb:Żołnierewicz 8 As:Szubarga 6 | Arena Ursynów, Warszawa Sędzia: Marcin Kowalski, Marek Maliszewski, Mariusz Nawrocki |

| 16 lutego 201818:00 | Polski Cukier Toruń                                         | 83:71(19:11, 17:19, 23:21, 24:20) | TBV Start Lublin                           | Arena Ursynów, Warszawa Sędzia: Marcin Kowalski, Michał Proc, Arnauld Kom Njilo |
| 16 lutego 201818:00 | Pkt:Gruszecki 22 Zb:Gruszecki, Sulima po 7 każdy As:Cosey 7 | 83:71(19:11, 17:19, 23:21, 24:20) | Pkt:Lewis 15 Zb:Reynolds 8 As:Washington 5 | Arena Ursynów, Warszawa Sędzia: Marcin Kowalski, Michał Proc, Arnauld Kom Njilo |

| 16 lutego 201820:30 | Stelmet Enea BC Zielona Góra                 | 109:63(27:18, 27:12, 28:12, 27:21) | Legia Warszawa                             | Arena Ursynów, Warszawa Sędzia: Dariusz Zapolski, Wojciech Liszka, Karol Nowak |
| 16 lutego 201820:30 | Pkt:Hrycaniuk 18 Zb:Marković 8 As:Florence 6 | 109:63(27:18, 27:12, 28:12, 27:21) | Pkt:Kukiełka 16 Zb:Wilczek 7 As:Kukiełka 4 | Arena Ursynów, Warszawa Sędzia: Dariusz Zapolski, Wojciech Liszka, Karol Nowak |

### Półfinały
| 17 lutego 201814:15 | PGE Turów Zgorzelec                    | 72:79(16:17, 20:16, 22:18, 14:28) | Polski Cukier Toruń                      | Arena Ursynów, Warszawa Sędzia: Marcin Kowalski, Marek Maliszewski, Karol Nowak |
| 17 lutego 201814:15 | Pkt:Camphor 15 Zb:Patoka 6 As:Bochno 5 | 72:79(16:17, 20:16, 22:18, 14:28) | Pkt:Gruszecki 26 Zb:Sulima 11 As:Cosey 5 | Arena Ursynów, Warszawa Sędzia: Marcin Kowalski, Marek Maliszewski, Karol Nowak |

| 17 lutego 201817:45 | Anwil Włocławek                          | 77:88(20:20, 19:18, 17:29, 21:21) | Stelmet Enea BC Zielona Góra                | Arena Ursynów, Warszawa Sędzia: Janusz Calik, Dariusz Zapolski, Wojciech Liszka |
| 17 lutego 201817:45 | Pkt:Almeida 25 Zb:Almeida 7 As:Almeida 5 | 77:88(20:20, 19:18, 17:29, 21:21) | Pkt:Koszarek 22 Zb:Koszarek 6 As:Koszarek 5 | Arena Ursynów, Warszawa Sędzia: Janusz Calik, Dariusz Zapolski, Wojciech Liszka |

### Finał
| 18 lutego 201817:45 | Polski Cukier Toruń                     | 88:80(27:15, 24:16, 21:20, 16:29) | Stelmet Enea BC Zielona Góra                                         | Arena Ursynów, Warszawa Sędzia: Janusz Calik, Dariusz Zapolski, Michał Sosin |
| 18 lutego 201817:45 | Pkt:Cosey 36 Zb:Mbodj 9 As:Wiśniewski 2 | 88:80(27:15, 24:16, 21:20, 16:29) | Pkt:Gecevičius 19 Zb:Dragičević 9 As:Gecevičius, Koszarek po 5 każdy | Arena Ursynów, Warszawa Sędzia: Janusz Calik, Dariusz Zapolski, Michał Sosin |

## Konkurs wsadów
17 lutego pomiędzy półfinałami Pucharu Polski w Warszawie odbył się Konkurs wsadów, zorganizowany po czterech latach przerwy i po raz pierwszy nie podczas meczu gwiazd. W eliminacjach wzięło udział sześciu zawodników grających w PLK, każdy miał po dwie próby które oceniało czterech sędziów. Do finału awansowało 3 zawodników z najlepszymi rezultatami. Konkurs wygrał zawodnik Ryan Harrow, pokonując w dodatkowej próbie Chavaughna Lewisa.

### Uczestnicy
- Filip Put (Asseco Gdynia)
- Thomas Davis (Polpharma Starogard Gdański)
- Karol Gruszecki (Polski Cukier Toruń)
- Ryan Harrow (Rosa Radom)
- Kacper Borowski (PGE Turów Zgorzelec)
- Chavaughn Lewis (TBV Start Lublin)

### Sędziowie
- Tomasz Jankowski
- Mariusz Bacik
- Przemysław Frasunkiewicz
- Krzysztof Wanio

### Rundy

#### Eliminacje
| Miejsce | Zawodnik        | Głosy |
| ------- | --------------- | ----- |
| 1.      | Ryan Harrow     | 69    |
| 2.      | Chavaughn Lewis | 65    |
| 3.      | Karol Gruszecki | 63    |
| 4.      | Kacper Borowski | 61    |
| 5.      | Filip Put       | 41    |
| 6.      | Thomas Davis    | 36    |

#### Finał
| Miejsce | Zawodnik        | Głosy |
| ------- | --------------- | ----- |
| 1.      | Ryan Harrow     | 76    |
| 2.      | Chavaughn Lewis | 76    |
| 3.      | Karol Gruszecki | 64    |

#### Dogrywka
| Miejsce | Zawodnik        | Głosy |
| ------- | --------------- | ----- |
| 1.      | Ryan Harrow     | 40    |
| 2.      | Chavaughn Lewis | 37    |